# Herbert Ratz
Herbert Ratz (* 16. September 1981 in Völkermarkt) ist ein ehemaliger österreichischer Eishockeyspieler, der  beim EC KAC in der Österreichischen Eishockey-Liga spielte.

## Karriere
Ratz begann seine Karriere in jungen Jahren beim österreichischen Rekordmeister EC KAC und durchlief seine Ausbildung in den diversen Jugend- und Aufbaumannschaften. Unter anderem spielte er in der Saison 1999/00 im gemeinsam mit dem EC VSV betriebenen Team Telekom Austria in der Nationalliga. Im Jahr 2000 stand er im Kader des U20-Nationalteams und absolvierte vier Spiele. Ab der Saison 2003/04 konnte er sich einen Stammplatz in der Kampfmannschaft erspielen und blieb dem Verein bis zu seinem Karriereende treu. In der Saison 2007/08 nahm er hinter Jeremy Rebek die Position des Assistenzkapitäns ein.
Im Dezember 2013 entschloss sich Ratz, seine Karriere zu beenden. Der Verteidiger spielte insgesamt 635 Mal für den KAC in der EBEL und erzielte dabei 61 Tore und bereitete 152 weitere Treffer vor. Zudem wurde er mit dem KAC viermal Österreichischer Meister (2001, 2004, 2009 und 2013).

## Erfolge und Auszeichnungen
- 2001 Österreichischer Meister mit dem EC KAC
- 2004 Österreichischer Meister mit dem EC KAC
- 2009 Österreichischer Meister mit dem EC KAC
- 2013 Österreichischer Meister mit dem EC KAC

## Karrierestatistik
(Legende zur Spielerstatistik: Sp oder GP = absolvierte Spiele; T oder G = erzielte Tore; V oder A = erzielte Assists; Pkt oder Pts = erzielte Scorerpunkte; SM oder PIM = erhaltene Strafminuten; +/− = Plus/Minus-Bilanz; PP = erzielte Überzahltore; SH = erzielte Unterzahltore; GW = erzielte Siegtore; 1 Play-downs/Relegation; Kursiv: Statistik nicht vollständig)